# Liste der Länderspiele der tschadischen Fußballnationalmannschaft
Diese Liste enthält alle offiziellen Spiele der tschadischen Fußballnationalmannschaft der Männer.

## Liste der Länderspiele

### 1960 bis 1969
|   | Datum      | Gegner                       | Resultat | Anlass                           | Austragungsort     | Bemerkungen |
| - | ---------- | ---------------------------- | -------- | -------------------------------- | ------------------ | --- |
| * | 25.12.1961 | Nigeria                      | 2:2      | Jeux de l’Amitié 1961 – Vorrunde | Abidjan (ELF)      | Erstes Länderspiel, erstes Länderspiel gegen Niger                                                               |
| * | 26.12.1961 | Republik Kongo               | 2:4      | Jeux de l'Amitié 1961 -Vorrunde  | Abidjan (ELF)      | Erstes Länderspiel gegen Kongo                                                                                   |
| * | 27.12.1961 | Frankreich (Amat.)           | 0:14     | Jeux de l'Amitié 1961 – Vorrunde | Abidjan (ELF)      | Höchste Niederlage                                                                                               |
| * | 12.04.1963 | Liberia                      | 1:2      | Jeux de l’Amitié 1963 – Vorrunde | Dakar (SEN)        | Erstes Länderspiel gegen Liberia                                                                                 |
| * | 14.04.1963 | Madagaskar                   | 1:2      | Jeux de l'Amitié 1963 – Vorrunde | Dakar (SEN)        | Erstes Länderspiel gegen Madagaskar                                                                              |
| * | 16.04.1963 | Dahomey                      | 2:6      | Jeux de l'Amitié 1963 – Vorrunde | Dakar (SEN)        | Erstes Länderspiel gegen Dahomey/Benin                                                                           |
| * | 28.03.1964 | Republik Kongo               | 0:11     | Freundschaftsspiel               | ? (KGO)            | Offizielle höchste Niederlage                                                                                    |
| * | 12.07.1964 | Gabun                        | 1:2      | Coupe des Tropiques 1964         | Yaoundé (KMR)      | Erstes Länderspiel gegen Gabun                                                                                   |
| * | 13.07.1964 | Republik Kongo               | 1:4      | Coupe des Tropiques 1964         | Yaoundé (KMR)      | |
| * | ??.07.1964 | Zentralafrikanische Republik | ?:?      | Coupe des Tropiques 1964         | Yaoundé (KMR)      | Ergebnis unbekannt, Sieg für Zentralafrikanische Republik, erstes Länderspiel gegen Zentralafrikanische Republik |
| * | ??.04.1965 | Togo                         | 2:3      | Freundschaftsspiel               | ?                  | Erstes Länderspiel gegen Togo                                                                                    |
| * | ??.04.1965 | Kongo-Leopoldville           | ?:?      | Afrikaspiele 1965/Qualifikation  | Léopoldville (DRK) | Erstes Länderspiel gegen DR Kongo, Sieg für Kongo-Léopoldville                                                   |
| * | ??.04.1965 | Zentralafrikanische Republik | ?:?      | Afrikaspiele 1965/Qualifikation  | Léopoldville (DRK) | Ergebnis unbekannt                                                                                               |
| * | ??.04.1965 | Kamerun                      | ?:?      | Afrikaspiele 1965/Qualifikation  | Léopoldville (DRK) | Erstes Länderspiel gegen Kamerun, Sieg für Kamerun                                                               |
| * | ??.04.1965 | Kongo-Leopoldville           | ?:?      | Afrikaspiele 1965/Qualifikation  | Léopoldville (DRK) | Sieg für Kongo-Léopoldville                                                                                      |
| * | ??.04.1965 | Zentralafrikanische Republik | ?:?      | Afrikaspiele 1965/Qualifikation  | Léopoldville (DRK) | Ergebnis unbekannt                                                                                               |
| * | 07.04.1965 | Kamerun                      | 0:9      | Afrikaspiele 1965/Qualifikation  | Léopoldville (DRK) | |

### 1970 bis 1979
|   | Datum      | Gegner                       | Resultat | Anlass                          | Austragungsort    | Bemerkungen                                    |
| - | ---------- | ---------------------------- | -------- | ------------------------------- | ----------------- | ---------------------------------------------- |
| * | ??.05.1972 | Zentralafrikanische Republik | 0:1      | Freundschaftsspiel              | ? (ZTA)           |                                                |
| * | 13.07.1972 | Volksrepublik Kongo          | 1:7      | Coupe d'Afrique Centrale 1972   | Brazzaville (KGO) |                                                |
| * | 16.07.1972 | Zentralafrikanische Republik | 2:1      | Coupe d'Afrique Centrale 1972   | Brazzaville (KGO) | Erster Sieg                                    |
| * | 18.07.1972 | Kamerun                      | 1:4      | Coupe d'Afrique Centrale 1972   | Brazzaville (KGO) |                                                |
| * | 22.07.1972 | Gabun                        | 0:1      | Coupe d'Afrique Centrale 1972   | Brazzaville (KGO) |                                                |
| * | 02.07.1976 | Zentralafrikanische Republik | 0:1      | Jeux d'Afrique Centrale 1976    | ? (GAB)           |                                                |
| * | 04.07.1976 | Volksrepublik Kongo          | 1:4      | Jeux d'Afrique Centrale 1976    | ? (GAB)           |                                                |
| * | 06.07.1976 | São Tomé und Príncipe        | 5:0      | Jeux d'Afrique Centrale 1976    | ? (GAB)           | Erstes Länderspiel gegen São Tomé und Príncipe |
| * | 23.12.1977 | Kamerun                      | 0:0      | Afrikaspiele 1978/Qualifikation | Yaoundé (KMR)     |                                                |
| * | 25.12.1977 | Ruanda                       | 3:0      | Afrikaspiele 1978/Qualifikation | Yaoundé (KMR)     | Erstes Länderspiel gegen Ruanda                |
| * | 30.12.1977 | Gabun                        | 3:1      | Afrikaspiele 1978/Qualifikation | Douala (KMR)      |                                                |
| * | 03.01.1978 | Kamerun                      | 0:3      | Afrikaspiele 1978/Qualifikation | Yaoundé (KMR)     |                                                |

### 1980 bis 1989
|   | Datum      | Gegner                       | Resultat            | Anlass                                     | Austragungsort    | Bemerkungen                               |
| - | ---------- | ---------------------------- | ------------------- | ------------------------------------------ | ----------------- | ----------------------------------------- |
| * | 10.12.1984 | Kamerun                      | 0:2                 | Coupe UDEAC 1984-Vorrunde                  | ? (KMR)           |                                           |
| * | 12.12.1984 | Gabun                        | 3:3                 | Coupe UDEAC 1984-Vorrunde                  | ? (KMR)           |                                           |
| * | 16.12.1984 | Äquatorialguinea             | 1:1 n. V. 3:2 i. E. | Coupe UDEAC 1984-Spiel um Platz 5          | ? (KMR)           | Erstes Länderspiel gegen Äquatorialguinea |
| * | 10.12.1985 | Äquatorialguinea             | 1:1                 | Coupe UDEAC 1985 – Vorrunde                | ? (GAB)           |                                           |
| * | 12.12.1985 | Kamerun                      | 2:2                 | Coupe UDEAC 1985 – Vorrunde                | ? (GAB)           |                                           |
| * | 14.12.1985 | Gabun                        | 0:3                 | Coupe UDEAC 1985 – Halbfinale              | ? (GAB)           |                                           |
| * | 18.12.1985 | Kamerun                      | 1:2                 | Coupe UDEAC 1985 – Spiel um Platz 3        | ? (GAB)           |                                           |
| * | 11.12.1986 | Kamerun                      | 1:3                 | Coupe UDEAC 1986 – Vorrunde                | ? (ÄQG)           |                                           |
| * | 13.12.1986 | Äquatorialguinea             | 1:0                 | Coupe UDEAC 1986 – Vorrunde                | ? (ÄQG)           |                                           |
| * | 17.12.1986 | Gabun                        | 0:0 n. V. 4;3 i. E. | Coupe UDEAC 1986 – Halbfinale              | ? (ÄQG)           |                                           |
| * | 18.12.1986 | Kamerun                      | 1:4                 | Coupe UDEAC 1986 – Finale                  | ? (ÄQG)           |                                           |
| * | 22.04.1987 | Gabun                        | 1:3                 | Zentralafrikanische Spiele 1987 – Vorrunde | Brazzaville (KGO) |                                           |
| * | 24.04.1987 | Kamerun                      | 0:3                 | Zentralafrikanische Spiele 1987 – Vorrunde | Brazzaville (KGO) |                                           |
| * | 29.04.1987 | Zaire                        | 0:4                 | Zentralafrikanische Spiele 1987 – Vorrunde | Brazzaville (KGO) |                                           |
| * | 07.12.1987 | Zentralafrikanische Republik | 2:1                 | Coupe UDEAC 1987 – Vorrunde                | ?                 |                                           |
| * | 11.12.1987 | Gabun                        | 1:1                 | Coupe UDEAC 1987 – Vorrunde                | ?                 |                                           |
| * | 15.12.1987 | Äquatorialguinea             | 4:0                 | Coupe UDEAC 1987 – Halbfinale              | ?                 |                                           |
| * | 18.12.1987 | Kamerun                      | 0:1                 | Coupe UDEAC 1987 – Finale                  | ?                 |                                           |
| * | 30.11.1988 | Volksrepublik Kongo          | 1:2                 | Coupe UDEAC 1988 – Vorrunde                | ? (KMR)           |                                           |
| * | 02.12.1988 | Zentralafrikanische Republik | 1:2                 | Coupe UDEAC 1988 – Vorrunde                | ? (KMR)           |                                           |
| * | 02.12.1989 | Zentralafrikanische Republik | 1:1                 | Coupe UDEAC 1989 – Vorrunde                | Bangui (ZTA)      |                                           |
| * | 06.12.1989 | Kamerun                      | 0:1                 | Coupe UDEAC 1989 – Vorrunde                | Bangui (ZTA)      |                                           |
| * | 08.12.1989 | Volksrepublik Kongo          | 2:1 n. V.           | Coupe UDEAC 1989 – Vorrunde                | Bangui (ZTA)      |                                           |
| * | 11.12.1989 | Kamerun                      | 0:0 n. V. 3:4 i. E. | Coupe UDEAC 1989-Halbfinale                | Bangui (ZTA)      |                                           |
| * | 12.12.1989 | Gabun                        | 0:2                 | Coupe UDEAC 1989 – Spiel um Platz 3        | Bangui (ZTA)      |                                           |

### 1990 bis 1999
|   | Datum      | Gegner                       | Resultat      | Anlass                              | Austragungsort     | Bemerkungen                                                                                    |
| - | ---------- | ---------------------------- | ------------- | ----------------------------------- | ------------------ | ---------------------------------------------------------------------------------------------- |
| * | 19.08.1990 | Tunesien                     | 1:2           | AM-1992/Qualifikation               | Tunis (TUN)        | Erstes Länderspiel gegen Tunesien                                                              |
| * | 02.09.1990 | Ägypten                      | 0:0           | AM-1992/Qualifikation               | N’Djamena          | Erstes Länderspiel gegen Ägypten                                                               |
| * | 08.12.1990 | Volksrepublik Kongo          | 0:3           | Coupe UDEAC 1990 – Vorrunde         | ? (KGO)            |                                                                                                |
| * | 12.12.1990 | Äquatorialguinea             | 1:0           | Coupe UDEAC 1990 – Vorrunde         | ? (KGO)            |                                                                                                |
| * | 15.12.1990 | Kamerun                      | 0:1           | Coupe UDEAC 1990 – Halbfinale       | ? (KGO)            |                                                                                                |
| * | 17.12.1990 | Gabun                        | 2:1           | Coupe UDEAC 1990 – Spiel um Platz 3 | ? (KGO)            |                                                                                                |
| * | 14.04.1991 | Äthiopien                    | 2:0 (Wertung) | AM-1992/Qualifikation               | ? (ÄTH)            | Erstes Länderspiel gegen Äthiopien                                                             |
| * | 28.04.1991 | Tunesien                     | 1:5           | AM-1992/Qualifikation               | N’Djamena          |                                                                                                |
| * | 12.07.1991 | Ägypten                      | 0:0           | AM-1992/Qualifikation               | Kairo (ÄGY)        |                                                                                                |
| * | 26.07.1991 | Äthiopien                    | 2:0 (Wertung) | AM-1992/Qualifikation               | ?                  |                                                                                                |
| * | 04.10.1992 | Eritrea                      | 0:1           | Freundschaftsspiel                  | ? (SUD)            | Erstes Länderspiel gegen Eritrea, inoffizielles Spiel, Eritrea war bis 1993 Teil von Äthiopien |
| * | 30.06.1992 | Sudan                        | 0:1           | Freundschaftsspiel                  | ? (SUD)            | Erstes Länderspiel gegen Sudan                                                                 |
| * | 16.08.1992 | Guinea                       | 0:3           | AM-1994/Qualifikation               | N’Djamena          | Erstes Länderspiel gegen Guinea                                                                |
| * | 30.08.1992 | Republik Kongo               | 0:2           | AM-1994/Qualifikation               | Brazzaville (KGO)  | Tschad zog sich nach 2 Spielen zurück                                                          |
| * | 04.10.1992 | Gabun                        | 0:1           | Freundschaftsspiel                  | ? (GAB)            |                                                                                                |
| * | 21.09.1997 | Jordanien                    | 0:1           | Freundschaftsspiel                  | ? (LBY)            | Erstes Länderspiel gegen Jordanien                                                             |
| * | 23.09.1997 | Libyen                       | 1:3           | Freundschaftsspiel                  | ? (LBY)            | Erstes Länderspiel gegen Libyen                                                                |
| * | 25.09.1997 | Bahrain                      | 1:1           | Freundschaftsspiel                  | ? (LBY)            | Erstes Länderspiel gegen Bahrain                                                               |
| * | 02.08.1998 | Republik Kongo               | 1:1           | AM-2000/Qualifikation               | N’Djamena          |                                                                                                |
| * | 16.08.1998 | Republik Kongo               | 0:0           | AM-2000/Qualifikation               | Pointe-Noire (KGO) |                                                                                                |
| * | 08.11.1999 | Zentralafrikanische Republik | 1:4           | UNIFFAC Cup 1999                    | Libreville (GAB)   |                                                                                                |
| * | 10.11.1999 | São Tomé und Príncipe        | 5:0           | UNIFFAC Cup 1999                    | Libreville (GAB)   |                                                                                                |
| * | 11.11.1999 | Republik Kongo               | 2:0           | UNIFFAC Cup 1999                    | Libreville (GAB)   |                                                                                                |
| * | 13.11.1999 | Äquatorialguinea             | 1:0           | UNIFFAC Cup 1999                    | Libreville (GAB)   |                                                                                                |
| * | 14.11.1999 | Gabun                        | 0:2           | UNIFFAC Cup 1999                    | Libreville (GAB)   |                                                                                                |

### 2000 bis 2009
|   | Datum      | Gegner                       | Resultat            | Anlass                            | Austragungsort      | Bemerkungen                        |
| - | ---------- | ---------------------------- | ------------------- | --------------------------------- | ------------------- | ---------------------------------- |
| * | 09.04.2000 | Liberia                      | 0:1                 | WM-2002/Qualifikation             | N’Djamena           |                                    |
| * | 23.04.2000 | Liberia                      | 0:0                 | WM-2002/Qualifikation             | Monrovia (LBR)      |                                    |
| * | 02.07.2000 | Libyen                       | 3:1                 | AM-2002/Qualifikation             | N’Djamena           |                                    |
| * | 14.07.2000 | Libyen                       | 1:3 (7:8 i. E.)     | AM-2002/Qualifikation             | Tripolis (LBY)      |                                    |
| * | 26.05.2002 | Sudan                        | 0:2                 | Freundschaftsspiel                | ? (SUD)             |                                    |
| * | 28.05.2002 | Äthiopien                    | 3:2                 | Freundschaftsspiel                | ? (SUD)             |                                    |
| * | 30.05.2002 | Uganda                       | 0:2                 | Freundschaftsspiel                | ? (SUD)             | Erstes Länderspiel gegen Uganda    |
| * | 11.10.2002 | Algerien                     | 1:4                 | AM-2004/Qualifikation             | Annaba (ALG)        | Erstes Länderspiel gegen Algerien  |
| * | 30.03.2003 | Namibia                      | 2:0                 | AM-2004/Qualifikation             | N’Djamena           | Erstes Länderspiel gegen Namibia   |
| * | 07.06.2003 | Namibia                      | 1:2                 | AM-2004/Qualifikation             | Windhoek (NAM)      |                                    |
| * | 06.07.2003 | Algerien                     | 0:0                 | AM-2004/Qualifikation             | N’Djamena           |                                    |
| * | 12.10.2003 | Angola                       | 3:1                 | WM-2006/AM-2006/Qualifikation     | N’Djamena           | Erstes Länderspiel gegen Angola    |
| * | 16.11.2003 | Angola                       | 0:2                 | WM-2006/AM-2006/Qualifikation     | Luanda (ANG)        |                                    |
| * | 03.02.2005 | Kamerun (Amat.)              | 1:1                 | CEMAC Cup 2005 – Vorrunde         | Libreville (GAB)    |                                    |
| * | 08.02.2005 | Äquatorialguinea             | 0:0                 | CEMAC Cup 2005 – Vorrunde         | Libreville (GAB)    |                                    |
| * | 10.02.2005 | Gabun                        | 3:2                 | CEMAC Cup 2005 – Halbfinale       | Libreville (GAB)    |                                    |
| * | 12.02.2005 | Kamerun (Amat.)              | 0:1                 | CEMAC Cup 2005 – Finale           | Libreville (GAB)    |                                    |
| * | 23.05.2005 | Sudan                        | 1:4                 | Freundschaftsspiel                | ? (SUD)             |                                    |
| * | 26.05.2005 | Sudan                        | 1:1                 | Freundschaftsspiel                | ? (SUD)             |                                    |
| * | 06.03.2006 | Äquatorialguinea             | 1:1                 | CEMAC Cup 2006 – Vorrunde         | ? (ÄQG)             |                                    |
| * | 08.03.2006 | Republik Kongo               | 0:0                 | CEMAC Cup 2006 – Vorrunde         | ? (ÄQG)             |                                    |
| * | 11.03.2006 | Kamerun (Amat.)              | 0:1                 | CEMAC Cup 2006 – Halbfinale       | Bata (ÄQG)          |                                    |
| * | 14.03.2006 | Gabun                        | 2:2 n. V. 6:7 i. E. | CEMAC Cup 2006 – Spiel um Platz 3 | Bata (ÄQG)          |                                    |
| * | 03.09.2006 | Sambia                       | 0:2                 | AM-2008/Qualifikation             | N’Djamena           | Erstes Länderspiel gegen Sambia    |
| * | 08.10.2006 | Republik Kongo               | 1:3                 | AM-2008/Qualifikation             | Brazzaville (KGO)   |                                    |
| * | 22.02.2007 | Benin                        | 1:0                 | Freundschaftsspiel                | ? (BEN)             |                                    |
| * | 04.03.2007 | Kamerun (Amat.)              | 0:0                 | CEMAC Cup 2007 – Vorrunde         | N’Djamena           |                                    |
| * | 06.03.2007 | Zentralafrikanische Republik | 3:2                 | CEMAC Cup 2007 – Vorrunde         | N’Djamena           |                                    |
| * | 11.03.2007 | Gabun                        | 1:2                 | CEMAC Cup 2007 – Halbfinale       | N’Djamena           |                                    |
| * | 15.03.2007 | Zentralafrikanische Republik | 1:0 n. V            | CEMAC Cup 2007 – Spiel um Platz 3 | N’Djamena           |                                    |
| * | 24.03.2007 | Südafrika                    | 0:3                 | AM-2008/Qualifikation             | N’Djamena           | Erstes Länderspiel gegen Südafrika |
| * | 02.06.2007 | Südafrika                    | 0:4                 | AM-2008/Qualifikation             | Durban (SAF)        |                                    |
| * | 16.06.2007 | Sambia                       | 1:1                 | AM-2008/Qualifikation             | Chililabombwe (SAM) |                                    |
| * | 09.09.2007 | Republik Kongo               | 1:1                 | AM-2008/Qualifikation             | N’Djamena           |                                    |
| * | 07.06.2008 | Mali                         | 1:2                 | WM-2010/AM-2010/Qualifikation     | N’Djamena           | Erstes Länderspiel gegen Mali      |
| * | 14.06.2008 | Republik Kongo               | 2:1                 | WM-2010/AM-2010/Qualifikation     | N’Djamena           |                                    |
| * | 22.06.2008 | Republik Kongo               | 0:2                 | WM-2010/AM-2010/Qualifikation     | Brazzaville (KGO)   |                                    |
| * | 24.08.2008 | Libyen                       | 0:3                 | Freundschaftsspiel                | ? (LBY)             |                                    |
| * | 06.09.2008 | Sudan                        | 2:1                 | WM-2010/AM-2010/Qualifikation     | Kairo (ÄGY)         |                                    |
| * | 10.09.2008 | Sudan                        | 1:3                 | WM-2010/AM-2010/Qualifikation     | Kairo (ÄGY)         |                                    |
| * | 11.10.2008 | Mali                         | 1:2                 | WM-2010/AM-2010/Qualifikation     | Bamako (MLI)        |                                    |

### 2010 bis 2019
|   | Datum      | Gegner                       | Resultat            | Anlass                      | Austragungsort           | Bemerkungen |
| - | ---------- | ---------------------------- | ------------------- | --------------------------- | ------------------------ | --- |
| * | 19.06.2010 | Nigeria                      | 1:1                 | Freundschaftsspiel          | ? (NGR)                  | |
| * | 01.07.2010 | Togo                         | 2:2                 | AM-2012/Qualifikation       | N’Djamena                | |
| * | 09.07.2010 | Botswana                     | 0:1                 | AM-2012/Qualifikation       | Gaborone (BOT)           | Erstes Länderspiel gegen Botswana |
| * | 11.08.2010 | Tunesien                     | 1:3                 | AM-2012/Qualifikation       | N’Djamena                | |
| * | 29.08.2010 | Äthiopien                    | 0:1                 | Freundschaftsspiel          | ? (ÄTH)                  | |
| * | 09.10.2010 | Malawi                       | 2:6                 | AM-2012/Qualifikation       | Blantyre (MWI)           | Erstes Länderspiel gegen Malawi |
| * | 17.11.2010 | Togo                         | 0:0                 | AM-2012/Qualifikation       | Lomé (TOG)               | |
| * | 08.02.2011 | Äquatorialguinea             | 0:2                 | Freundschaftsspiel          | ? (ÄQG)                  | |
| * | 26.06.2011 | Botswana                     | 0:1                 | AM-2012/Qualifikation       | N’Djamena                | |
| * | 05.06.2011 | Tunesien                     | 0:5                 | AM-2012/Qualifikation       | Sousse (TUN)             | |
| * | 08.10.2011 | Malawi                       | 2:2                 | AM-2012/Qualifikation       | Blantyre (MWI)           | |
| * | 11.11.2011 | Tansania                     | 1:2                 | WM-2014/Qualifikation       | N’Djamena                | Erstes Länderspiel gegen Tansania |
| * | 15.11.2011 | Tansania                     | 1:0                 | WM-2014/Qualifikation       | Monrovia (TAN)           | |
| * | 29.02.2012 | Malawi                       | 3:2                 | AM-2013/Qualifikation       | N’Djamena                | |
| * | 31.03.2012 | Ägypten                      | 0:4                 | Freundschaftsspiel          | ?                        | |
| * | 27.05.2012 | Libyen                       | 0:1                 | Freundschaftsspiel          | ?                        | |
| * | 30.05.2012 | Ruanda                       | 1:1                 | Freundschaftsspiel          | ?                        | |
| * | 16.06.2012 | Malawi                       | 0:2                 | AM-2013/Qualifikation       | Blantyre (MWI)           | |
| * | 03.11.2013 | Republik Kongo               | 0:1                 | CEMAC Cup 2013 – Vorrunde   | ? (GAB)                  | |
| * | 08.11.2013 | Zentralafrikanische Republik | 0:1                 | CEMAC Cup 2013 – Vorrunde   | ? (GAB)                  | |
| * | 17.05.2014 | Malawi                       | 0:2                 | AM-2015/Qualifikation       | Blantyre (MWI)           | |
| * | 31.05.2014 | Malawi                       | 3:1                 | AM-2015/Qualifikation       | N’Djamena                | |
| * | 06.06.2014 | Jemen                        | 0:0                 | Freundschaftsspiel          | Doha (KAT)               | Erstes Länderspiel gegen Jemen |
| * | 05.09.2014 | Marokko                      | 0:3                 | Freundschaftsspiel          | El Jadida (MAR)          | Erstes Länderspiel gegen Marokko |
| * | 04.11.2014 | Republik Kongo               | 1:1                 | CEMAC Cup 2014-Vorrunde     | Malabo (ÄQG)             | |
| * | 07.11.2014 | Gabun                        | 1:0                 | CEMAC Cup 2014 – Vorrunde   | Malabo (ÄQG)             | |
| * | 04.11.2014 | Äquatorialguinea             | 2:0                 | CEMAC Cup 2014 – Halbfinale | Bata (ÄQG)               | |
| * | 07.11.2014 | Republik Kongo               | 3:2                 | CEMAC Cup 2014 – Finale     | Bata (ÄQG)               | Erster Titel |
| * | 06.06.2015 | Guinea                       | 2:1                 | Freundschaftsspiel          | Saint-Leu-la-Forêt (FRA) | |
| * | 13.06.2015 | Nigeria                      | 0:2                 | AM-2017/Qualifikation       | Kaduna (NGA)             | Erstes Länderspiel gegen Nigeria |
| * | 06.09.2015 | Ägypten                      | 1:5                 | AM-2017/Qualifikation       | N’Djamena                | |
| * | 10.10.2015 | Sierra Leone                 | 1:0                 | WM-2018/Qualifikation       | N’Djamena                | Erstes Länderspiel gegen Sierra Leone                                                                                                 |
| * | 13.10.2015 | Sierra Leone                 | 1:2                 | WM-2018/Qualifikation       | Port Harcourt (NGA)      | |
| * | 17.10.2015 | Gabun                        | 0:2                 | ANM-2016/Qualifikation      | N’Djamena                | |
| * | 24.10.2015 | Gabun                        | 1:0                 | ANM-2016/Qualifikation      | Libreville (GAB)         | |
| * | 14.11.2015 | Ägypten                      | 1:0                 | WM-2018/Qualifikation       | N’Djamena                | |
| * | 17.11.2015 | Ägypten                      | 0:4                 | WM-2018/Qualifikation       | Alexandria (ÄGY)         | |
| * | 23.03.2016 | Tansania                     | 0:1                 | AM-2017/Qualifikation       | N’Djamena                | Tschad trat am 27. März 2016 wegen finanzieller Probleme vom Wettbewerb zurück. Alle bis dahin absolvierten Spiele wurden annulliert. |
| * | 28.07.2019 | Äquatorialguinea             | 3:3                 | ANM-2020/Qualifikation      | N’Djamena                | |
| * | 04.08.2019 | Äquatorialguinea             | 1:2                 | ANM-2020/Qualifikation      | Malabo (ÄQG)             | |
| * | 05.09.2019 | Sudan                        | 1:3                 | WM-2022/Qualifikation       | N’Djamena                | |
| * | 10.09.2019 | Sudan                        | 0:0                 | WM-2022/Qualifikation       | Omdurman (SUD)           | |
| * | 07.10.2019 | Liberia                      | 0:1                 | AM-2021/Qualifikation       | Paynesville (LBA)        | |
| * | 15.10.2019 | Liberia                      | 1:0 n. V. 5:4 i. E. | AM-2021/Qualifikation       | N’Djamena                | |
| * | 13.11.2019 | Namibia                      | 1:2                 | AM-2021/Qualifikation       | Windhoek (NAM)           | |
| * | 17.11.2019 | Mali                         | 0:2                 | AM-2021/Qualifikation       | N’Djamena                | |

### Seit 2020
|   | Datum      | Gegner     | Resultat      | Anlass                | Austragungsort | Bemerkungen |
| - | ---------- | ---------- | ------------- | --------------------- | -------------- | --- |
| * | 23.09.2020 | Sudan      | 2:3           | Freundschaftsspiel    | N’Djamena      | |
| * | 25.09.2020 | Sudan      | 0:2           | Freundschaftsspiel    | N’Djamena      | |
| * | 10.10.2020 | Nigeria    | 0:2           | Freundschaftsspiel    | Niamey (NGR)   | |
| * | 11.11.2020 | Guinea     | 0:1           | AM-2021/Qualifikation | Conakry (GUI)  | |
| * | 15.11.2020 | Guinea     | 1:1           | AM-2021/Qualifikation | N’Djamena      | |
| * | 24.03.2021 | Namibia    | 0:3 (Wertung) | AM-2021/Qualifikation | N’Djamena      | Der Tschad wurde aufgrund staatlicher Eingriffe in den Fußball von der CAF vom Wettbewerb ausgeschlossen. Die beiden verbleibenden Spiele des Tschad wurden als 3:0-Siege für den Gegner gewertet |
| * | 28.03.2021 | Mali       | 0:3 (Wertung) | AM-2021/Qualifikation | Bamako (MLI)   | Der Tschad wurde aufgrund staatlicher Eingriffe in den Fußball von der CAF vom Wettbewerb ausgeschlossen. Die beiden verbleibenden Spiele des Tschad wurden als 3:0-Siege für den Gegner gewertet |
| * | 23.03.2022 | Gambia     | 0:1           | AM-2024/Qualifikation | Yaoundé (CMR)  | Erstes Länderspiel gegen Gambia |
| * | 29.03.2022 | Gambia     | 2:2           | AM-2024/Qualifikation | Agadir (MAR)   | |
| * | 17.11.2023 | Mali       | 1:3           | WM-2026/Qualifikation | Bamako (MAL)   | |
| * | 20.11.2023 | Madagaskar | :             | WM-2026/Qualifikation |                | |